# I May Destroy You
I May Destroy You és una sèrie de televisió de comèdia dramàtica anglesa, creada, escrita, codirigida i produïda per Michaela Coel per a BBC One i HBO. La sèrie està ambientada a Londres i protagonitzada per Coel com Arabella, una jove que ha de reconstruir la seva vida després que fos víctima d'una violació. La sèrie es va estrenar el 7 de juny de 2020 a HBO, i el 8 de juny de 2020 a BBC One i a l'Estat espanyol.

## Argument
I May Destroy You segueix l'evolució al llarg d'un any d'Arabella que lluita per recordar tot allò que li va passar una nit amb els seus amics en què acabà amb la pantalla del seu telèfon trencada, un tall al front i el vague record d'un incident en un caixer automàtic.
Coel va declarar en una conferència al festival Edinburgh Fringe de 2018 que havia estat agredida sexualment mentre escrivia Chewing Gum, i que l'experiència li va servir d'inspiració per a la sèrie. La sèrie s'havia de titular en principi January 22nd, essent produïda per la mateixa productora de Coel, FALKNA Productions.
Mike Hale de The New York Times va considerar la sèrie «commovedora i silenciosament divertida». Judy Berman de Time va assenyalar que la sèrie explica una història única i complexa centrada en una agressió sexual després del moviment Me Too.